# Долината на вълците - Ирак
За едноименния турски сериал вижте Долината на вълците.
Долината на вълците – Ирак (на турски: Kurtlar Vadisi Irak) е турски екшън филм от 2006 г. Филмът е с бюджет 10 200 000 долара и е най-успешният турски филм до тази година. За първите 3 дни прожекции е гледан от 1,2 милиона зрители, което е с 40% над предишния рекорд. Филмът е продължение в стил Рамбо или Гойко Митич на много успешния антимафиотски сериал Долината на вълците. Главен герой е същият както и в сериала – Полат Алемдар (в ролята Неджати Шашмаз).
Главната женска роля (Лейля) се изпълнява от турската киноактриса Бергюзар Корел. В ролята на „шейха“ Абдуррахман Халис Керкуки е сирийският киноактьор Гасан Масуд.

## Наименования
- Турски: Kurtlar Vadisi Irak
- Английски: Valley of the Wolves Iraq
- Руски: Долина волков – Ирак или Волчья долина – Ирак

## Отзиви
Филмът е много успешен, тъй като е базиран на реални скорошни събития. Показван е и в САЩ, но не масово и е слабо познат.
Счита се, че това е турският отговор на американския филм Среднощен експрес 1978, в който Турция е показана по обиден според някои начин. Там американец е арестуван за притежание на марихуана, осъден и вкаран в затвора. Там му се случват най-различни неприятни неща. По този повод наркотрафиканта прави обобщаващи обидни изказвания за Турция и турците.
Сценаристът Бахадър Йозденер защитава филма от обвиненията в антисемитизъм и антиамериканизъм: „Всъщност, 60% – 70% от показаното на екрана са доказани факти.“
Интелектуалното ниво на действието във филма е като на филмите с Гойко Митич или югославските партизански филми с Бата Живойнович. Идеологическата страна е представена в черно и бяло, в стила на съветските филми. Добрите са турците, най-добрите и миролюбиви хора, те се молят на Аллах и чакат, да бъде волята му. Те всички биха си живели в мир, ако американците не ги насъскваха едни срещу други. „На кюрдите дадоха градовете, на арабите – пустинята, нефта го взеха за себе си. За турците нищо не остана"

## Сюжет
Внимание:  Текстът по-долу разкрива сюжета на произведението (или части от него)!
Филмът взима повод от действително събитие от войната в Ирак през 2003: инцидента на 4 юли 2003 г., когато 100 войници от американската 173-та въздушна бригада арестуват 11 турски войници – разузнавачи, проникнали на иракска територия. Поставят им белезници и торби на главите, точно по начина, по който американските „освободители“ постъпват и с иракчаните. Така ги държат 2 денонощия. След това ги освобождават и се извиняват за „грешката“. Но в Турция считат, че това е нарочно, като отмъщение за взетото 3 месеца преди това решение на турския парламент да не допусне американски войски за Ирак през Турция. Във филма също има позоваване и на други реални събития: затвора Абу Гариб  и сватбарите, разстреляни от американските „освободители“, уплашени от традиционните за сватба гърмежи във въздуха.
Останалото е художествена измислица. Един от арестуваните офицери впоследствие се самоубива, за „да очисти воинската си чест“. Прощалното му писмо попада в Полат Алемдар – офицер от турското разузнаване, героят – антимафиот от сериала Долината на вълците. Алемдар с още двама отива в Ирак, за да върне унижението – извеждане с торба на главата и белезници – на Сам Уилям Маршал (ролята се изпълнява от американския киноактьор Били Зейн) – командирът от американските специални сили, който нарича себе си „миротворец на Бога“. Междувременно, Маршал командва поредното клане срещу невинни иракчани – сватбари. Неговите войници откриват огън и започват безразборно да избиват сватбарите. Останалите живи са натоварени в камион-фургон и са изпратени в болницата на затвора Абу Гариб, където лекар – американски евреин (в ролята американския киноактьор Гари Бюзи) вади сърца и бъбреци на живи иракчани в стил д-р Менгеле и ги продава за присаждане на богати клиенти в Ню Йорк, Лондон и Тел Авив.
Има взривяване на шахид (атентатор – самоубиец). Има взривяване на минаре с базука като начало на избиването на цялото село. Неуспешен – срещу 4 Хамъра пълни с хора с автомати и базуки, с картечница на всеки, нашите трима и един местен арабин излизат с пищовите и един по един ги избиват. И както винаги, лошия мре много трудно, накрая се стигна до бой с ножове. И лошият е убит с древна турска кама.